# بني حاتم (بني مطر)

تعديل مصدري - تعديل

بني حاتم هي إحدى قرى عزلة شهاب الأسفل بمديرية بني مطر التابعة لمحافظة صنعاء، بلغ تعداد سكانها 419 نسمة حسب تعداد اليمن لعام 2004.